# Jean Jourden
Jean Jourden (ur. 11 lipca 1942 w Saint-Brieuc, zm. 23 listopada 2024) – francuski kolarz szosowy, złoty medalista szosowych mistrzostw świata.

## Kariera
Największy sukces w karierze Jean Jourden osiągnął w 1961 roku, kiedy zdobył złoty medal w wyścigu ze startu wspólnego amatorów podczas mistrzostw świata w Bernie. W zawodach tych wyprzedził bezpośrednio dwóch swoich rodaków: Henriego Belenę oraz Jacques’a Gestrauda. Był to jednak jedyny medal wywalczony przez Jourdena na międzynarodowej imprezie tej rangi. Ponadto wygrał między innymi Route de France i Giro del Mendrisiotto w 1961 roku, Grand Prix de Saint-Raphaël w 1967 roku, Cztery Dni Dunkierki w 1968 roku, GP Ouest-France w latach 1968 i 1969 oraz Grand Prix d'Isbergues w 1969 roku. W latach 1968 i 1969 startował w Tour de France, a w 1965 roku wystąpił w Vuelta a España, jednak żadnego z tych wyścigów nie ukończył. Dwukrotnie zdobywał mistrzostwo Francji w drużynowej jeździe na czas amatorów: w 1961 i 1962 roku. Nigdy nie wystąpił na igrzyskach olimpijskich. Jako zawodowiec startował w 1965-1972.

## Najważniejsze zwycięstwa i sukcesy
- 1961
  - mistrzostwo świata amatorów w wyścigu ze startu wspólnego
  -  mistrzostwo kraju amatorów w wyścigu par na 100 km
- 1962
  -  mistrzostwo kraju amatorów w wyścigu par na 100 km
- 1968
  - 1. Grand Prix Ouest France-Plouay
  - 1. Polymultipliée
  - 1. Cztery Dni Dunkierki
  - 2. Critérium International
- 1969
  - 1. Grand Prix Ouest France-Plouay
- 1970
  - 1. GP d'Isbergues